# Оноре (архиепископ Экс-ан-Прованса)
Оноре́ (Гоно́рий; фр. Honoré; умер не позднее 878) — архиепископ Экс-ан-Прованса (упоминается в 852 или 867 году).

## Биография
Управление Оноре кафедрой Экс-ан-Прованса пришлось на время, очень скудно освещённое в современных ему исторических источниках. Главная причина этого — уничтожение большей части документов в ходе неоднократных разорений земель Прованса, осуществлённых испанскими маврами в VIII — первой четверти X веков. Предыдущим главой Эксской архиепархии, имя которого известно, был Бенедикт, в последний раз упоминавшийся в 829 году.
Имя архиепископа Оноре называется в единственном сохранившемся до наших дней документе — хартии, датированной 4 июля 852 или 867 года. В ней зафиксированны условия прекращения территориального спора между епископом Апта Полем I и епископом Систерона Боном, согласно которым, эти прелаты взаимно обменялись владениями, находившимися вне территорий их епархий. Хотя в хартии сан Оноре не указан, как предполагается, он утвердил это соглашение на правах митрополита Аптского и Систеронского епископств. Эта хартия — первый документ, в котором названы суффраганы Эксской митрополии.
Дата смерти архиепископа Оноре неизвестна. Следующим главой Эксской архиепархии в исторических источниках называется Роберт I, впервые упоминающийся в 878 году.